# Magnus von Levetzow
Magnus Otto Bridges von Levetzow (Flensburg, 8. siječnja 1871. -  Berlin, 13. ožujka 1939.) je bio njemački admiral i političar. Tijekom Prvog svjetskog rata zapovijedao je bojnim krstašem SMS Moltkeom, te je obnašao dužnost načlnika operativnog odjela Flote otvorenog mora, dok je nakon rata u nacističkoj Njemačkoj obnašao dužnost načelnika berlinske policije. 

## Vojna karijera
Magnus von Levetzow rođen je 8. siječnja 1871. u Flensburgu. Do 1880. podučavaju ga privatni učitelji, nakon čega u razdoblju od 1880. do 1885. pohađa škole u Roskildeu i Kopenhagenu. Od 1885. do 1889. školuje se u Gimnaziji Johanneum u Hamburgu, te nakon završetka iste kao kadet stupa u mornaricu. Godine 1893. postaje časnikom, te idućih godina služi na brodovima kako u domaćim, tako i prekomorskim vodama. Od 1900. pohađa Pomorsku akademiju koju završava 1902. godine, nakon čega služi u stožeru bojnih krstaša Istočnoameričke eskadre. U tom svojstvu sudjeluje u blokadi venezuelanskih luka koju su 1903. provodile europske sile. Potom služi u Admiralitetu, da bi nakon toga od 1906. služio kao navigacijski časnik, najprije na SMS Wittelsbachu, te potom na SMS Scharnhorstu i SMS Braunschweigu. Od 1909. obnaša dužnost prvog stožernog časnika zapovjedništva Flote otvorenog mora na kojoj dužnosti se nalazi iduće tri godine, do 1912., kada je imenovan zapovjednikom lake krstarice SMS Stralsund. U siječnju 1913. s činom kapetana postaje zapovjednikom bojnog krstaša SMS Moltke na kojem čelu dočekuje i početak Prvog svjetskog rata.

## Prvi svjetski rat
Levetzow je SMS Moltkeom zapovijedao prve dvije godine Prvog svjetskog rata, te je s istim sudjelovao u svim najvažnijim operacijama koje su se u tom razdoblju odvijale. Tako u studenom 1914. sudjeluje u njemačkom bombardiranju Yarmotuha, te u prosincu u bombardiranju Hartlepoola. U siječnju 1915. SMS Moltkeom zapovijeda u Bitci kod Dogger Banka, a u svibnju 1916. u Bitci kod Jyllanda.
Nakon Bitke kod Jyllanda Levetzow je imenovan načelnikom operacija pri stožeru Flote otvorenog mora. U rujnu 1917. imenovan je načelnikom stožera pomorskih snaga pod zapovjedništvom Ehrharda Schmidta koje su trebale zauzeti baltičke otoke Dagö, Ösel i Moon. Levetzow sudjeluje u planiranju navedene operacije nazvane Operacija Albion, te je, nakon što je ista uspješno izvedena, 31. listopada 1917. odlikovan ordenom Pour le Mérite. Od siječnja 1918. privremeno zapovijeda II. izvidničkom eskadrom bojnih krstaša, dok u kolovozu postaje načelnikom operacija pri novoustrojenom Mornaričkom ratnom stožeru (Seekriegsleitung). U tom svojstvu sudjeluje u donošenju odluke da Flota otvorenog mora isplovi na otvoreno more, te izazove britansku flotu na odlučnu bitku, što je uzrokovalo pobunu mornara u Kielu

## Weimarska Republika
Nakon završetka rata Levetzow je u siječnju 1920. promaknut u čin kontraadmirala, te imenovan zapovjednikom Baltičkog pomorskog područja sa sjedištem u Kielu. Istodobno je obnašao i dužnost vojnog zapovjednika Kiela. Tijekom Kappovog puča koji je pokušan u ožujku 1920. podržao je pučiste čak i kada se i sam organizator Wolfgang Kapp povukao. Nakon što je puč propao, kratko vrijeme je bio zatvoren u Lütjenburgu, te je otpušten iz mornarice.
Od 1924. do 1926. Levetzow radi u zrakoplovnoj kompaniji Junkers. Održavao je veze s bivšim njemačkim carem Vilimom II., te se zalagao za ponovnu uspostavu monarhije. Tijekom 1929. sudjeluje u organizaciji neuspjelog referenduma kojim se željelo onemogućiti plaćanje daljnjih reparacija temeljenih na Versailleskom mirovnom sporazumu. Istodobno 1930. sudjeluje i u organizaciji kampanje bivšeg kancelara Wilhelma Cunoa za predsjednika Republike u čemu je dobio i podršku samog Hitlera. Godine 1931. Levetzow pristupa Nacionalsocijalističkoj stranci s kojom je blisko surađivao još od 1928. godine. Te iste godine, u svibnju, organizira posjet Hermanna Göringa caru Vilimu II. u Nizozemskoj, a u jesen susret Hitlera s princezom Hermionom. Istodobno s približavanjem nacističkoj stranci Levetzow se sve više udaljavao od cara Vilima. Nakon parlamentarnih izbora održanih u srpnju 1932. izabran je u Reichstag gdje je zastupnik do 1933. godine.
U veljači 1933., i prije nego što su nacisti u Njemačkoj došli na vlast, Levetzow postaje šefom policije u Berlinu. Međutim, zbog jačanja nacista sve više gubi utjecaj. Dolazi u sukob s Goebbelsom, te je u srpnju 1935. smijenjen s mjesta šefa berlinske policije. Idućih godina radi u berlinskoj podružnici poduzeća Weser Flugzeugbau.
Preminuo je 13. ožujka 1939. godine u 69. godini života u Berlinu. Pokopan je na groblju Südwestkirchhof Stahnsdorf u blizini Berlina.

## Vanjske poveznice
- (njem.) Magnus von Levetzow na stranici Deutsche-biographie.de
- (njem.) Magnus von Levetzow na stranici Bundesarchiv.de